# Closer (альбом Joy Division)
Closer (с англ. — «Ближе») — второй и последний студийный альбом британской рок-группы Joy Division. Достиг 6-го места в британском хит-параде. Альбом планировался к выпуску 8 мая 1980, однако вышел лишь в июле, после самоубийства певца Иэна Кёртиса. Название альбома отсылает к названиям сторон предыдущего альбома (первая сторона виниловой пластинки называлась «Outside» («Снаружи»), вторая — «Inside» («Внутри»).

## Об альбоме
По сравнению с предыдущим альбомом — Unknown Pleasures — в Closer более обильно использовались синтезаторы и студийные эффекты. Песни альбома также несут в себе чувство отчаяния и погребальные мотивы, выраженные также в оформлении обложки альбома. Запись проходила в студиях Лондона. При записи альбома в студии присутствовал Боно из группы U2. Большинство песен было написано во второй половине 1979 года, одна песня родилась во время записи альбома — «Decades». Открывающая альбом песня «Atrocity Exhibition» названа по одноимённой книге Дж. Балларда («Выставка жестокостей»). В 2002 году электронный журнал Pitchfork поместил альбом на 10 позицию в своём списке «100 лучших альбомов 1980-х годов».

## Обложка
Обложка альбома оформлена Мартином Аткинсом и Питером Сэвиллом. На лицевой стороне помещена фотография Бернарда Пьера Вольфа, изображающая склеп на кладбище Стальено в Генуе. Название группы помещено на обратную сторону обложки.

## Список композиций
Все тексты написаны Иэном Кёртисом, вся музыка написана Иэном Кёртисом, Бернардом Самнером, Питером Хуком и Стивеном Моррисом.
| №  | Название              | Длительность |
| -- | --------------------- | ------------ |
| 1. | «Atrocity Exhibition» | 6:05         |
| 2. | «Isolation»           | 2:52         |
| 3. | «Passover»            | 4:45         |
| 4. | «Colony»              | 3:53         |
| 5. | «A Means to an End»   | 4:06         |

| №  | Название            | Длительность |
| -- | ------------------- | ------------ |
| 1. | «Heart and Soul»    | 5:50         |
| 2. | «Twenty Four Hours» | 4:26         |
| 3. | «The Eternal»       | 6:04         |
| 4. | «Decades»           | 6:08         |

В 2007 году альбом был переиздан лейблом London Records. Коллекционное издание включало в себя два диска: на первом — ремастированная версия альбома «Closer», на втором — выступление в здании Студенческого союза Лондонского университета 8 февраля 1980 года.
Все тексты написаны Иэном Кёртисом, вся музыка написана Иэном Кёртисом, Бернардом Самнером, Питером Хуком и Стивеном Моррисом.
| №  | Название              | Длительность |
| -- | --------------------- | ------------ |
| 1. | «Atrocity Exhibition» | 6:07         |
| 2. | «Isolation»           | 2:53         |
| 3. | «Passover»            | 4:47         |
| 4. | «Colony»              | 3:56         |
| 5. | «A Means to an End»   | 4:10         |
| 6. | «Heart and Soul»      | 5:52         |
| 7. | «Twenty Four Hours»   | 4:26         |
| 8. | «The Eternal»         | 6:08         |
| 9. | «Decades»             | 6:11         |

| №   | Название                  | Длительность |
| --- | ------------------------- | ------------ |
| 1.  | «Dead Souls»              | 4:59         |
| 2.  | «Glass»                   | 3:42         |
| 3.  | «A Means to an End»       | 4:01         |
| 4.  | «Twenty Four Hours»       | 4:06         |
| 5.  | «Passover»                | 4:54         |
| 6.  | «Insight»                 | 4:01         |
| 7.  | «Colony»                  | 4:04         |
| 8.  | «These Days»              | 4:17         |
| 9.  | «Love Will Tear Us Apart» | 3:14         |
| 10. | «Isolation»               | 4:42         |
| 11. | «The Eternal»             | 6:30         |
| 12. | «Digital»                 | 3:14         |

## В записи участвовали
- Йен Кёртис — вокал, гитара на «Heart and Soul», мелодика на «Decades»
- Бернард Самнер — гитара, синтезатор, бас-гитара на «Atrocity Exhibition»
- Питер Хук — бас-гитара, гитара на «Atrocity Exhibition»
- Стивен Моррис — ударные

Технический персонал
- Мартин Хэннет — продюсер, инженер
- Майкл Джонсон — ассистент инженера
- Джон Каффери — инженер